# Allotoca regalis
Allotoca regalis är en fiskart som först beskrevs av Álvarez, 1959.  Allotoca regalis ingår i släktet Allotoca och familjen Goodeidae. Inga underarter finns listade i Catalogue of Life.